# اسکار (بازیکن فوتبال، زاده ۱۹۹۱)
اسکار دوس سانتوس امبوآبا جونیور (پرتغالی: Oscar dos Santos Emboaba Júnior؛ زادۀ ۹ سپتامبر ۱۹۹۱)، که با نام اسکار شناخته می‌شود، بازیکن فوتبال اهل برزیل است که به عنوان هافبک هجومی برای باشگاه سائو پائولو در سری آ برزیل بازی می‌کند.
اسکار سابقۀ بازی در تیم‌های سائو پائولو، اینترناسیونال، چلسی و شانگهای پورت و هم‌چنین سابقۀ نایب قهرمانی در در بازی‌های المپیک تابستانی ۲۰۱۲ به همراه تیم ملی فوتبال زیر ۲۳ سال برزیل را دارد. در ۲۰ اوت ۲۰۱۱، اسکار در فینال جام جهانی زیر ۲۰ سال ۲۰۱۱ مقابل پرتغال، گل به ثمر رساند و اولین بازیکنی بود که در فینال جام جهانی زیر ۲۰ سال هت‌ریک کرد. اسکار بعداً عملکرد خود را در مسابقات به عنوان "دروازه‌ای به سمت بزرگسالان" توصیف کرد. سبک بازی و توانایی او با هم‌وطنش، کاکا مقایسه شد. او که اولین بازی ملی بزرگسالان خود را در سال ۲۰۱۱ انجام داد، یکی از اعضای تیم ملی برزیل بود که جام کنفدراسیون‌ها ۲۰۱۳ را بردند و در جام جهانی ۲۰۱۴ چهارم شدند.
وی در ۱۶ ژوئیه ۲۰۱۲ با قراردادی ۶۱٫۵۷۵ میلیون رئال برزیل از تیم اینترناسیونال به چلسی پیوست و در سال ۲۰۱۷ با قراردادی به ارزش ۶۰ میلیون پوند به باشگاه شانگهای پورت انتقال یافت.

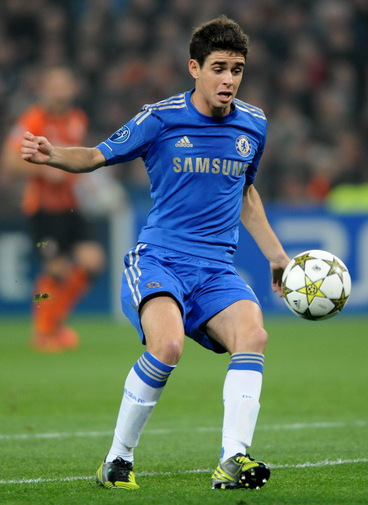
اسکار با چلسی در سال ۲۰۱۲